# Harste (Leine)
Die Harste ist ein linker Nebenfluss der Leine in den Landkreisen Göttingen und Northeim in Südniedersachsen. 
Der etwa 8,6 km lange Bach hat seine Quelle in Erbsen, einer zum Flecken Adelebsen gehörenden Ortschaft, und fließt dann in nordöstlicher Richtung durch Harste, einem zum Flecken Bovenden gehörenden Dorf, und durch Parensen, einem Ortsteil des Fleckens Nörten-Hardenberg. Die Harste unterquert anschließend die A 7 und die L 555 und mündet unmittelbar danach in die Leine. Das Einzugsgebiet der Harste erstreckt sich vom Gladeberg und dem Ort Hevensen im Norden bis zum Ossenberg und kurz vor den Ort Barterode im Südwesten.
Die erste urkundliche Erwähnung fand im Jahr 1303 statt (ab illa parte aque … Herste). Der Name leitet sich vom germanischen Wortstamm *har-u- oder *har-i- mit der Bedeutung 'mit dem Boden verwachsene Steine, Steinhaufen' ab.